# 克里斯·戴維斯
克里斯多福·林恩·戴維斯（英語：Christopher Lyn Davis，1986年3月17日—）出生於長景，因為在高中時代曾是投手，因此偶爾也會上場擔任投手，並且在2012年5月6日對波士頓紅襪的比賽中16局下半上場投球，還拿下勝投。

## 職業生涯
戴維斯在2004年大聯盟的選秀會中，於第50輪被紐約洋基選中，不過由於順位不高雙方沒有簽下合約。之後在2005年的選秀會中，戴維斯被洛杉磯天使所選中，但是雙方還是沒有簽下合約。直到2006年大聯盟的選秀會上，戴維斯在第15輪被德州遊騎兵選上以後雙方才簽下合約。

### 德州遊騎兵

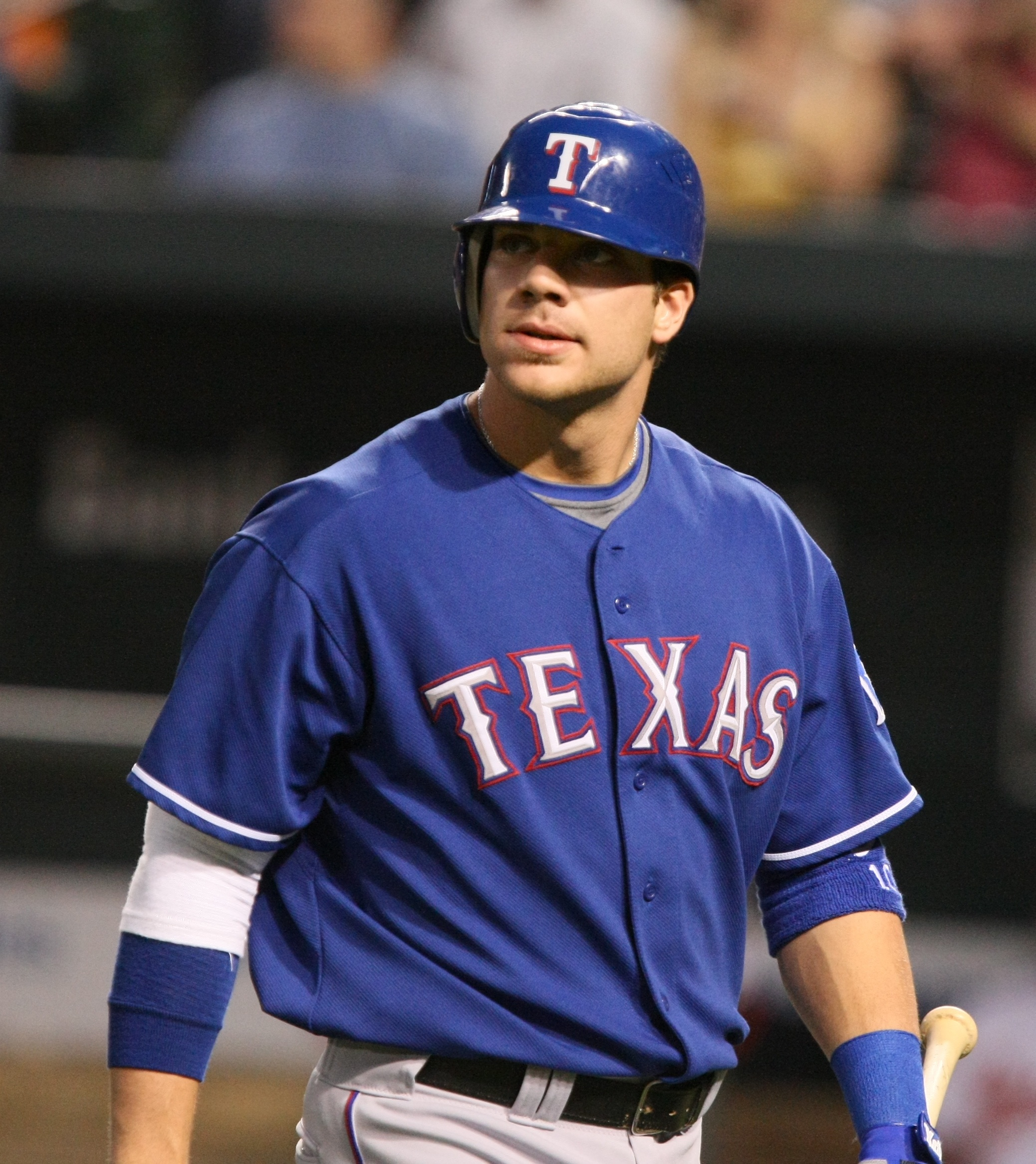
2009年遊騎兵時的戴維斯。

2008年6月26日，戴維斯被球隊升上大聯盟，在當天對休士頓太空人的比賽中，他擊出大聯盟生涯的第1支安打。在隔天對費城費城人的比賽中，他就擊出生涯的第1支全壘打。戴維斯在大聯盟的第一年球季，在前面79個打數裡面擊出26支安打，打擊率高達0.304，不過他在今年球季裡面，出局數有高達30%是被三振，是還需要改善的地方。
2009年的球季，戴維斯在219次的打數裡面即被三振100次，他成為大聯盟在最少的打數裡面最快達到被三振100次的球員。7月5日，喬許·漢米爾頓從傷兵名單歸隊以後，戴維斯被降到小聯盟，此時他的成績在258個打數裡面只有0.202打擊率，被三振114次，另外還有15發全壘打。在回到小聯盟進行打擊改造以後，他在8月回到大聯盟，在9月及10月兩個月的期間，繳出0.318的打擊率、5發全壘打和21分打點。
2010年的球季，戴維斯雖然有進入開季名單，但在4月的成績不理想，再度被降到小聯盟。在這段期間他於15場比賽（48個打數）只繳出0.188打擊率、0.264上壘率和0.292長打率的低迷成績。7月9日，由於遊騎兵將一壘手賈斯汀·史莫克和西雅圖水手交易克里夫·李，讓戴維斯再度升上大聯盟擔任球隊的一壘手。
2011年，漢米爾頓受傷的關係，戴維斯再度升上大聯盟。

### 巴爾的摩金鶯
2011年球季
7月30日，德州遊騎兵以戴維斯和Tommy Hunter向巴爾的摩金鶯交易上原浩治。
2012年球季
5月7日，於客場芬威球場和波士頓紅襪的比賽中，在這場比賽雙方進入延長賽，15局結束時因金鶯因牛棚投手全部出籠，而在16局下取消指定打擊，讓內野手戴維斯上火線救援，據說戴維斯前一次上投手丘投球是在高中時期，然而他的大聯盟「初登板」也投得有模有樣，卡特球與變速球都用上，最快球速可達90英哩。最終金鶯靠著亞當·瓊斯的3分砲打破僵局，以9比6擊敗紅襪，戴維斯拿下生涯首勝。他是繼洛基·柯拉維托於1968年8月25日之後，第二個拿下勝投的美國聯盟野手。他也是繼曼尼·亞歷山大於1996年4月19日之後，第二位為巴爾的摩金鶯登場投球的野手。大聯盟過去的歷史上，首次出現兩隊野手登板投球的比賽，要追溯至1925年，相隔87年，大聯盟又再度出現如此情形，當時對決的是日後名人堂球員泰·柯布與George Sisler。同時戴維斯也成為大聯盟1918年以來首位單場吞5K，還能拿勝投的野手。戴維斯賽後說道：「我當時心想，很好，我得做些不同的事情，因為打擊沒有貢獻，基本上，這就是我一開始的想法」「當兩隊都沒有投手可用下，我只想盡量投進好球帶，不要搞砸比賽」。
2013年球季
- 2013年4月8日，獲選美國聯盟單週最佳球員。
- 2013年4月，獲選美國聯盟單月(4月)最佳球員。
- 2013年6月3日，獲選美國聯盟單週最佳球員。
- 2013年7月，參加美國職棒大聯盟全壘打大賽，總共擊出12支全壘打，最終以第四名作收。
- 2013年7月，獲選美國職棒大聯盟明星賽先發。
- 達成單季50轟的紀錄，也達成生涯100轟。

2014年球季
本季由於去年全壘打王的威勢，使得各隊對他嚴加看管並做出布陣，導致他的打擊率不到2成。雖然如此，他仍有一定的攻擊火力。
戴維斯服用內含安非他命成分，可緩解過動症狀的阿德拉(Adderall)，因未獲得大聯盟許可，遭到禁賽25場比賽的處分。金鶯在他被禁賽後，一共打了24場比賽(剩下的17場例行賽、ALDS直落3橫掃底特律老虎、ALCS被堪薩斯皇家直落4橫掃)。戴維斯已確定缺席明年開幕戰。
2017年球季
2017年6月14日，對芝加哥白襪隊比賽中拉傷右側肩膀肌肉。
2018年球季
本季表現下滑，受到前年右側肩膀拉傷影響成績到退休。
2021年球季
2021年8月12日，戴維斯宣佈退休。

## 生涯成績
- 粗黑體字為該年度最佳或最高成績
- 粗紅體字為聯盟史上最佳或最高成績

|      |           |              |           |       |       |       |     |     |       |     |     |       |       |    |       |       |       | 攻擊指數 |
| ---- | --------- | ------------ | --------- | ----- | ----- | ----- | --- | --- | ----- | --- | --- | ----- | ----- | -- | ----- | ----- | ----- | -------- |
| 2008 | MLB       | 德州遊騎兵   | -         | 80    | 295   | 84    | 17  | 55  | 51    | 1   | 20  | 88    | 162   | 5  | 0.285 | 0.331 | 0.549 | 0.880    |
| 2009 | MLB       | 德州遊騎兵   | -         | 113   | 391   | 93    | 21  | 59  | 48    | 0   | 24  | 150   | 173   | 6  | 0.238 | 0.284 | 0.442 | 0.726    |
| 2010 | MLB       | 德州遊騎兵   | -         | 45    | 120   | 23    | 1   | 4   | 7     | 3   | 15  | 40    | 35    | 3  | 0.192 | 0.279 | 0.292 | 0.571    |
| 2011 | MLB       | 德州遊騎兵   | -         | 59    | 199   | 53    | 5   | 19  | 25    | 1   | 11  | 63    | 80    | 4  | 0.266 | 0.305 | 0.402 | 0.707    |
| 2012 | MLB       | 巴爾的摩金鶯 | -         | 139   | 515   | 139   | 33  | 85  | 75    | 2   | 37  | 169   | 258   | 8  | 0.270 | 0.326 | 0.501 | 0.827    |
| 2013 | MLB       | 巴爾的摩金鶯 | -         | 159   | 549   | 173   | 53  | 100 | 123   | 30  | 116 | 137   | 302   | 5  | 0.315 | 0.441 | 0.550 | 0.991    |
| 2014 | MLB       | 巴爾的摩金鶯 | -         | 114   | 402   | 123   | 33  | 72  | 92    | 22  | 94  | 90    | 253   | 8  | 0.306 | 0.442 | 0.629 | 1.071    |
| 2015 | MLB       | 巴爾的摩金鶯 | -         | 140   | 471   | 147   | 39  | 79  | 101   | 24  | 122 | 124   | 296   | 5  | 0.312 | 0.460 | 0.628 | 1.088    |
| 2016 | MLB       | 巴爾的摩金鶯 | -         | 134   | 470   | 137   | 45  | 104 | 110   | 11  | 110 | 120   | 303   | 5  | 0.291 | 0.438 | 0.645 | 1.083    |
| 2017 | MLB       | 巴爾的摩金鶯 | -         | 53    | 199   | 56    | 17  | 46  | 41    | 1   | 35  | 56    | 120   | 1  | 0.281 | 0.390 | 0.603 | 0.993    |
| 2018 | MLB       | 巴爾的摩金鶯 | -         | 36    | 117   | 39    | 8   | 18  | 23    | 2   | 27  | 41    | 73    | 0  | 0.333 | 0.466 | 0.624 | 1.090    |
| 2019 | MLB       | 巴爾的摩金鶯 | -         | 119   | 438   | 124   | 40  | 80  | 85    | 1   | 54  | 139   | 276   | 6  | 0.283 | 0.369 | 0.630 | 0.999    |
| 2020 | MLB       | 巴爾的摩金鶯 | -         | 16    | 52    | 3     | 0   | 1   | 0     | 0   | 17  | 139   | 276   | 6  | 0.115 | 0.369 | 0.173 | 0.337    |
| 合計 | MLB：13年 | MLB：13年    | MLB：13年 | 1,407 | 5,094 | 1,543 | 350 | 896 | 1,052 | 204 | 919 | 1,354 | 2,991 | 64 | 0.303 | 0.415 | 0.587 | 1.002    |

斜體代表該數據領先全聯盟。

## 其他

### 背號
- 德州遊騎兵隊   62(2008年)
- 巴爾的摩金鶯隊 19(2009年-)

## 外部連結
- 球員資訊和成績在MLB ，ESPN ，Retrosheet ，Baseball Reference ，Baseball Reference (Minors) ，Fangraphs ，The Baseball Cube （英文）